# Zacharias Reuserus
Zacharias Reuserus, född 7 maj 1634 i Höreda församling, Småland, död 13 september 1694 i Vreta klosters församling, Östergötlands län, var en svensk präst och riksdagsman.

## Biografi
Zacharias Reuserus föddes 1634 i Höreda församling. Han var son till ryttaren Per Samuelsson och Kajsa Zakrisdotter i Rysstorp. Reuserus inskrevs som student vid Uppsala universitet med namnet Reusnerus 18 februari 1654, reser därefter utrikes och promoverades där till filosofie magister, sedan konrektor i Linköpings trivialskola 1669. Han prästvigdes 6 april 1669, blev logices lektor 1673 i Katedralskolan, Linköping, kyrkoherde i Landeryds pastorat från 1674, riksdagsman vid riksdagen 1678 i Halmstad, kontraktsprost i Vifolka kontrakt från 1679, förste teologie lektor 1681 i Katedralskolan, Linköping, kyrkoherde i Vreta klosters pastorat från 1686, kontraktsprost i Gullbergs kontrakt likaledes från 1686. Reuserus avlider 1694 och begravdes av biskopen Haquin Spegel i Linköpings stift. Han begravdes i sakristian i Vreta klosters kyrka, under samma gravsten som företrädaren Swen Sithelius.
Inskrift på den gemensamma gravstenen i broskverkskartuscher: Ps. 4; Es: c. 26; Philip. IV. 21: "HÄR UNDER HWILAS OCK I HERRANOM MAG. ZACHARIAS REUSERUS UTHI LINKOPINGS SCHOLA RECTOR 7 ÅHR. LECTOR PHIL: 10 ÅHR THEOL: OCH POENIT: 3 ÅHR UNDER THEN TIDEN PASTOR I LANDERIJD 12 ÅHR SIDST I WRETA PAST: OCH PROBST. GENOM DÖDEN AFGICK 1694 DEN 13 SEPT: SAMMALEDES LIGGER HÄRUNDER DESSE WYRDIGE MÄNS KÄRA HUSTRO GUDFRUCHTIG OCH DYGDERYKA MATRONA, H: REBECKA DANIELSDOTTER HWILKEN AFSOMNADE 1695: DEN 2 MARTII: GUD FÖRLÄNE THEM, MEDH ALLA CHRISTROGNA EN FRÖGDEFULL UPSTÅNDELSE, PÅ THEN STORE HERRANS DAGH".[källa behövs]

### Familj
Reuserus gifte sig första gången 1667 med Helena Jeremiaedotter, dotter till borgaren Jeremias Andersson och Margareta Carlsdotter i Norrköping. De fick tillsammans barnen Catharina Reuserus (1671–1719) som var gift med kyrkoherden Nicolaus Zettrenius i Ljungs församling, Zacharias Reuserus (1675–1675), Maria Reuserus (1677–1680), Elisabeth Reuserus (född 1678) som var gift med hautboisten Peter Linnevall vid kungliga gardet, Christina Reuserus som var gift med kyrkoherden Jonas Könsberg i Östra Tollstads församling och kyrkoherden Laurentius Malm i Södra Vi församling, kyrkoherden Samuel Reuserus i Hallingebergs församling, Helena Maria Reuserus (1682–1686) och kyrkoherden Zacharias Reuserus (1687–1736) i Hagebyhöga församling.
Reuserus gifte sig andra gången 1686 med Rebecca Daalhemius, dotter till kyrkoherden Daniel Daalhemius i Kättilstads församling och Anna Enander. Hon var änka efter lektorn Nicolaus Wallerius vid Linköpings gymnasium och kyrkoherden Swen Sithelius i Vreta klosters församling.